# موسى عبادي
موسى عبادي (بالفرنسية: Moussa Abadi)‏ (بالعبرية: מוסא עבאדי) (17 سبتمبر 1907 – 15 سبتمبر 1997) ممثل يهودي فرنسي، ولد في سوريا، ونشط في إنقاذ الأطفال اليهود في محرقة اليهود في جنوب فرنسا.

## النشأة
ولد موسى في 17 سبتمبر عام 1907 في حي اليهود في دمشق، من والده نسيم عبادي ووالدته فريدة قطران، توفيت والدته عندما كان في الثانية عشرة من عمره وتحمل والداها مسؤولية تربيته. درس المرحلة الابتدائية في مدرسة الاتحاد الإسرائيلي العالمي (بالفرنسية: Alliance israélite universelle)‏، وفي وقت لاحق تم إرساله لإكمال دراسته الثانوية في مدرسة كاثوليكية خارج الحي اليهودي في دمشق، حيث طور لغة الحب والثقافة والمسرح والأدب الفرنسي.

## الدراسة الجامعية
في عام 1929 وصل موسى إلى باريس طالبًا بمنحة دراسية، وبدأ الدراسة في جامعة السوربون للحصول على شهادة تدريس باللغة الفرنسية، وعندما تخرج عاد إلى بلاده وعمل مدرسًا للغة الفرنسية. في عام 1933 عاد إلى باريس، وبدأ دراساته لنيل درجة الدكتوراه في الأدب الفرنسي، وكتب أطروحة عن المسرح الفرنسي في العصور الوسطى، وكان حينها مدرسًا مساعدًا للبروفيسور غوستاف كوهين، وهو باحث في أدب العصور الوسطى. بالتوازي مع دراسته، شارك كممثل في عدد من المسرحيات بمسرح الجامعة، من بينها مسرحيات كتبها كتاب مسرحيون من العصور الوسطى. وعمل في مسارح أخرى وفاز بدور رائد في مسرحية «نوك» في مسرح احترافي في باريس. تمت دعوة هذه الفرقة المسرحية للعرض لمدة خمسة أشهر في المسرح الفرنسي في نيويورك، وحققت المسرحية نجاحًا وحصل موسى على تقييمات ممتازة. أثرت هذه الفترة على حياته فيما بعد وأصبح المسرح بالنسبة له مصدر الحياة والإلهام مثل السيد مارسيل الذي أدار شبكة مارسيل أثناء الحرب وكناقد مسرحي ومضيف لبرنامج إذاعي حول موضوع المسرح بعد الحرب.
في عام 1939 التقى العبادي من خلال مشروع مشترك، «أوديت روزنستوك» المولودة في باريس في أغسطس 1914 وطالبة الطب. تخرجت روزنستوك من كلية الطب وعملت خارج باريس. بدأ الاثنان حياتهما كزوجين، رغم أنهما لم يتزوجا في هذا الوقت.

## الحرب العالمية الثانية
في عام 1940 خلال الحرب العالمية الثانية، بعد الاحتلال الألماني لفرنسا، اضطر العبادي إلى قطع دراسة الدكتوراه، وغادر باريس بعد القيود التي فرضها الألمان على اليهود في باريس وهرب إلى نيس في جنوب فرنسا. كانت نيس تحت نظام فيشي في منطقة تسمى «المنطقة الحرة» حيث كان اليهود في ذلك الوقت مهددين بالفعل ولكن لم يتم اعتقالهم من قبل الحكومة المحلية. في نيس، انضم العبادي إلى البروفيسور غوستاف كوهين، الذي تم فصله من جامعة باريس. ألقى كوهين محاضرات في نيس حول موضوع الأدب الفرنسي ووظف العبادي لأداء مسرحيات في محاضراته. غادر كوهين نيس في وقت لاحق متوجهاً إلى الولايات المتحدة بعد أن عمل في جامعة هوارد وعرض على العبادي الانضمام، لكن العبادي رفض.
تمكنت أوديت روزنستوك لاحقًا من الهروب من باريس، وتجنبت الألمان في المنطقة التي احتلتها ألمانيا في فرنسا وانضمت إلى العبادي في نيس في نوفمبر 1941. عملت روزنستوك في نيس كطبيب أطفال في عيادة (OSE) - وهي منظمة إنسانية يهودية ساعدت الأطفال اليهود واللاجئين أثناء الحرب وبعدها. - في ذلك الوقت، كان يدرّس اللغة الفرنسية للعديد من اللاجئين اليهود الذين قدموا إلى نيس من جميع أنحاء أوروبا بحثًا عن ملاذ من الاضطهاد النازي.
ساعدهما عمل الزوجين لاحقًا في الاتصال بوالدي الأطفال في محاولة لإنقاذهم من خلال إنشاء شبكة لإنقاذ الأطفال اليهود (شبكة مارسيل).
قرب وصول روزنستوك، بدأت حكومة فيشي في نيس باعتقال اليهود، ومعظمهم من اليهود الذين لم يولدوا في فرنسا. عرضت هذه الاعتقالات العبادي للخطر لأنه لم يولد في فرنسا، ونجا بحيازته لوثائق مزورة لا تشهد على أصوله اليهودية.
في نوفمبر 1942، دخلت القوات الإيطالية منطقة نيس. كان الإيطاليون أقل تشددًا، ولم يوقفوا أنشطة حكومة فيشي، بل أبطأوا منها وحاولوا منع تطبيق القوانين العنصرية على اليهود وإرسالهم إلى غرف الغاز، ومع ذلك كان لدى اليهود جو من الخوف والقلق.

### خلفية عملية الإنقاذ
قال العبادي إن حدثين صادمين أقنعاه بأن هناك مجالًا لاهتمام كبير بحياة اليهود ودفعه إلى أخذ زمام المبادرة واتخاذ الإجراءات:
في أبريل 1942، شهد العبادي هجومًا وحشيًا على امرأة يهودية من قبل الدرك الفرنسي أمام أطفالها، على كورنيش نيس أمام حشد كبير لم يتدخل. لقد صُدم بالحادث وقرر أنه لم يعد بإمكانه أن يشاهد من ما يحدث وأنه يجب أن يتصرف، لكنه لم يضع خطة عمل بعد.
في أوائل عام 1943، أثناء الاحتلال الإيطالي، التقى صديق بالعبادي مع قس كاثوليكي إيطالي - دون خوليو بينتينتي - تعافى من حملة انضم فيها إلى القوات الألمانية التي تقاتل على الحدود الروسية وطلب التحدث إلى شخص من الجالية اليهودية. وأخبر بنتانتي العبادي عن الفظائع التي ارتكبها الألمان ضد اليهود وضد الأطفال اليهود على وجه الخصوص وحذره من أنه بانتظارهم مع دخول الألمان إلى منطقة نيس.
وقد صُدم عبادي وأوديت من الأخبار، فقرروا التحرك بشكل عاجل لإنقاذ الأطفال اليهود لأن الأطفال هم الأكثر ضعفاً والأكثر عرضة للخطر.

### إنشاء وتشغيل سلسلة مارسيل
اعتقد العبادي أن طريقة إنقاذ الأطفال هي إنشاء بنية تحتية مناسبة، واسعة قدر الإمكان، حتى قبل وصول الألمان إلى نيس. ولهذه الغاية، قرر العبادي التوجه إلى أسقف نيس «بول ريمون»، وطلب مساعدته في إعداد البنية التحتية المناسبة. علم العبادي أن الأسقف يدير عددًا من المؤسسات الكاثوليكية في منطقة نيس حيث يمكن إخفاء الأطفال. كما علم أن الأسقف عرفه والبروفيسور غوستاف كوهين عندما حضر محاضرة حضرها الاثنان. لقد فهم أن الأمر يتطلب شجاعة لرجل كمعلم كاثوليكي في ذلك الوقت للظهور في محاضرة ألقاها اليهود ويأمل أن يتم التعبير عن هذه الشجاعة هذه المرة أيضًا. استمع بول رامون باهتمام لكلمات العبادي وتم إقناعه بمساعدته، ورغم أنه خاطر بنفسه شخصيًا ومهنيًا، إلا أنه استغل القساوسة المقربين منه لهذا الغرض.
قدم الأسقف إلى العبادي غرفة في الطابق السفلي من منزله مع نافذة كبيرة تواجه الحديقة حتى يتمكن من الهروب إذا وصلت شرطة فيشي أو الألمان. كما زوده بقائمة بالمؤسسات الكاثوليكية حيث يمكن إخفاء الأطفال. ساعد العبادي في تزوير وثائق الهوية الكاثوليكية لتزويدها للأطفال اليهود الذين سيتم إخفاؤهم في المؤسسات الكاثوليكية. اقترح الأسقف على العبادي أن يختار اسمًا وهميًا واختار اسم «مارسيل»، ومن هنا جاء اسم السلسلة - سلسلة مارسيل. قام الأسقف بتجهيز العبادي بوثيقة تعينه مشرفًا عامًا على مؤسسات الأساقفة التربوية في منطقة نيس بأكملها، ولكي يتمكن من التنقل حول المؤسسات الكاثوليكية وتجهيز البنية التحتية دون إثارة الشكوك، قام بزيارة المؤسسات الكاثوليكية والحصول على موافقتها على إخفاء الأطفال اليهود. أعطى الأسقف لـ«أوديت» أيضًا اسمًا وهميًا - «سيلفي ديلاتر» وقام أيضًا بتزويدها برسالة نيابة عنه تفيد بأنها عاملة اجتماعية في المؤسسات الكاثوليكية، لذا كانت أيضًا حرة في التجول وإعداد البنية التحتية لشبكة مارسيل. من جانبها، حاولت أوديت تحديد مكان العائلات التي ستلتقط الأطفال اليهود عند الحاجة.
ساعدها شخصان، القس البروتستانتي «بيير جانييه» راعي كنيسة نيس، والقس إدموند إيفارد من الكنيسة المعمدانية في نيس - وقد ساعدا في إنقاذ العديد من اليهود. قدم الكهنة إلى أوديت قائمة بأماكن الاختباء للعائلات، وتوجهت إلى العائلات وتحديد الأشخاص المناسبين والمستعدين للمشاركة في إخفاء الأطفال على الرغم من الخطر الذي يواجهونه.
واصلت أوديت في ذلك الوقت عملها كطبيبة وبهذه الطريقة نشرت لأولياء أمور الأطفال حقيقة أنه تم تنظيم بنية تحتية لإخفاء الأطفال اليهود وتركت في أيديهم بيانات الاتصال عند الحاجة. أدرك العبادي أنه سيكون من الضروري أيضًا شراء الطعام للأطفال من خلال بطاقات الطعام، كما كانت العادة في ذلك الوقت، وتمكن من الحصول على مسؤول في إدارة فيشي، وهي سلسلة من دفاتر الطعام الفارغة التي يمكن أن يستخدمها في المستقبل.
من الوسائل الأساسية الأخرى لنجاح شبكة إنقاذ الأطفال الحصول على تمويل مالي. لجأ العبادي إلى صديقه موريس برينر، وهو يهودي، ورجل ثري عمل مع الأمريكيين وأعضاء المقاومة تحت الأرض، واضطهدهم النازيون، تطوع لمساعدة العبادي في الحصول على تمويل من مصادر مالية مختلفة، ومن المقاومة الفرنسية، والعائلات الثرية في فرنسا وسويسرا، وغيرها.
أقام العبادي وأوديت البنية التحتية لشبكة مارسيل، في الفترة من يونيو 1943 إلى سبتمبر 1943، وهو تاريخ انسحاب القوات الإيطالية والغزو الألماني لمنطقة نيس، حيث تمكنوا خلالها من تحديد أماكن اختباء محتملة لحوالي 140 طفلاً. عملت الشبكة على إنقاذ الأطفال اليهود على الرغم من المطاردة، وخاصة بعد أن الألمان مكافأة مالية مقابل الأطفال.
مع دخول الألمان إلى منطقة نيس، بدأت اعتقالات يهودية واسعة النطاق وترحيل اليهود إلى معسكرات الموت. على الرغم من الخطر، تجول العبادي وروزينستوك في جميع أنحاء منطقة نيس واصطحبا الأطفال لهم بناءً على طلب الوالدين أو بعد مبادرة من الزوجين إلى الوالدين. لقد جمعوا الأطفال في نقطة التقاء في نيس، وزودوهم بوثائق مزورة بأسماء مزورة ليس لها عرق يهودي وحفظوا هويتهم المزيفة من خلال الممارسة. تم بعد ذلك نقل الأطفال المعرضين للخطر بطرق مختلفة إلى أماكن اختباء معدة مسبقًا أو تم تهريبهم من فرنسا إلى سويسرا أو إسبانيا. تم إعداد بطاقة شخصية لكل طفل تحتوي على بيانات أساسية: الاسم الحقيقي، وتاريخ الميلاد، ومكان الميلاد، وآخر عنوان معروف، وأسماء الوالدين أو الأقارب الآخرين، وصورة الطفل وبصمة إصبعه بالإضافة إلى جميع التفاصيل الوهمية المقابلة. ساعدت هذه البطاقات بعد الحرب في توحيد الأطفال مع عائلاتهم الباقية (بعض البطاقات موجودة الآن في أرشيف ياد فاشيم).
بعد وضع الأطفال في مخابئ، تجول العبادي وأوديت بين أماكن الاختباء في خطر دائم، وجلبوا للأطفال رسائل من والديهم، وطوابع طعام، وحلويات، وملابس.
عاش العبادي وأوديت في خطر دائم وأجبروا في مناسبات مختلفة على الفرار والاختباء. عرض الألمان مكافأة مالية لأي شخص يقدم معلومات من شأنها أن تؤدي إلى اعتقال العبادي، وغالبًا ما كان يُجبر على الفرار عبر نافذة غرفته في منزل الأسقف بعد تحذيرات بوصول الألمان. بدأ الألمان أيضًا في الاشتباه في أن الأسقف ساعد في إنقاذ اليهود، وقاموا بتركيب خط للتنصت على المكالمات الهاتفية في منزله، وحاولوا نصب فخ له وعرضوا إخفاء أطفال يهود، لكنه لم يقع في الفخ.
في 25 أبريل 1944، ألقت الشرطة الفرنسية القبض على أوديت، دون أي معلومات على ما يبدو تربطها بشبكة مارسيل. تم استجوابها ولم تكشف عن أي تفاصيل تتعلق بشبكة الإنقاذ، وفي مايو تم نقلها إلى معسكر اعتقال درانسي وترحيلها إلى أوشفيتز حيث عملت طبيبة وحاولت مساعدة السجناء المرضى قدر الإمكان. في نوفمبر 1944 تم نقلها إلى بيرغن بيلسن حيث واصلت عملها كطبيبة وبفضل هذا نجت من الهولوكوست.
بعد القبض على أوديت، لجأ العبادي إلى أفراد من السرية الفرنسية وطلب منهم مساعدته في تهريب أوديت من معسكر اعتقال درانسي، ولكن أدرك أن هذا مستحيل، فقرر مواصلة أنشطة الشبكة بمفرده قدر استطاعته. لقد هرب من المكان الذي كان يعيش فيه، واختبأ ليلاً في فصل دراسي في أحد الأديرة حيث التقى رئيس الدير، وخلال الأيام انضم إلى جلسة القداس في الكنائس المختلفة حيث اندمج بين السكان المحليين. أخبر المؤسسات الكاثوليكية والعائلات التي أخفت الأطفال بتصور روزنستوك وأنه سيواصل أنشطة الشبكة ولكن بشكل أقل تواترا. واصل تنفيذ المهمة، بأفضل ما لديه، في خطر دائم، حتى تحرير منطقة نيس من القوات الألمانية من قبل الحلفاء في أغسطس 1944.
أنقذت شبكة مارسيل، التي أسسها عبادي وروزنستوك، أكثر من 500 طفل يهودي، تم تهريب بعضهم إلى خارج فرنسا، وتم إخفاء بعضهم في مؤسسات كاثوليكية ومع عائلات، تحت ستار وثائق مزورة وهويات مزورة. من بين جميع الأطفال الذين تم إخفاؤهم أو تهريبهم، تم القبض على طفلين فقط. كانت الشبكة واحدة من أكبر وأهم شبكات إنقاذ الأطفال اليهود في فرنسا المحتلة. تم فصل الشبكات - لم يعرف نشطاء كل شبكة هويات نشطاء الشبكات الأخرى - حتى لا يتمكنوا في حالة اعتقال أحد النشطاء من خيانة أعضاء الشبكات الأخرى تحت الضغط والتعذيب.

## ما بعد الحرب العالمية الثانية
بعد تحرير منطقة نيس من قبل قوات الحلفاء، في أغسطس 1944، بدأ العبادي في قيادة عملية لم شمل الأسرة. بمساعدة الأسقف، استأجر مكتبًا، وعبر البطاقات التي بحوزته والمعدة مسبقًا، حاول تحديد مكان والدي أو أقارب الأطفال المختبئين، من أجل إعادة الأطفال إلى عائلاتهم. بعد استسلام ألمانيا، عاد بعض آباء الأطفال. تم إنقاذ معظم الآباء الباقين، من بين آخرين من خلال شبكة جورج جاريل تحت الأرض وشبكات أخرى تحت الأرض، وكانت أقلية من بين اليهود الذين عادوا من معسكرات الاعتقال في أوروبا الشرقية. أعطى العبادي الوالدين أو الأقارب العناوين الحالية للأطفال أو أعطاهم الأطفال بنفسه. تم نقل الأطفال الذين تيتموا ولم يتم العثور على أقاربهم إلى منازل الأطفال في منظمة (OSE)، وفي إحدى المقابلات، وصف العبادي عملية لم شمل الأسرة بأنها عملية صعبة قدمت مجموعة متنوعة من المشاعر المختلطة. لتوديع العائلات التي أخفتهم والعودة إلى والديهم، الألم الهائل للقاء والد الطفلين اللذين أسراهما النازيون وقتلا في الهولوكوست، وحتى الإحباط من ردود أفعال الأقارب الذين كانوا غاضبين من أن أطفالهم كانوا مختبئين لدى أسر «أغيار».
في يونيو 1945، اجتمع العبادي مع روزنستوك التي عادت من معسكرات الاعتقال وانضمت إلى العبادي في نيس. تم تعيينه مديرًا لعمليات OSE في نيس وعادت للعمل كطبيبة في عيادة OSE. واصلوا معًا الأنشطة الصعبة المتمثلة في لم شمل الأسرة. في عام 1948 ترك الاثنان وظيفتيهما في منظمة OSE، وبدأ العبادي بتعليم الأدب الفرنسي وطلاب اللغة استعدادًا للجامعة وعادت روزنسوتيك إلى باريس. التقى العبادي في نيس بصديق روزنستوك في باريس وأصبح ناقدًا مسرحيًا، وهي مهنة شغله حتى وفاته تقريبًا.من 1959 إلى 1980، قدم العبادي برنامجًا إذاعيًا على الإذاعة الفرنسية الدولية (AN)، حيث أجرى مقابلات مع كتاب مسرحيين وممثلين، بعضهم معروف وبعضهم غير معروف فيما بعد.
تزوج الاثنان في حفل زفاف مدني في عام 1959 في الدائرة الثانية عشرة بباريس وفي عام 1989، في سن السبعين، تزوجا في حفل زفاف يهودي من قبل الحاخام الليبرالي دانيال فارحي.
لسنوات عديدة، ظل الزوجان صامتين ولم يرويا قصة «شبكة مارسيل» علنًا أو سرا، لأنهما اعتقدا أنهما لم يقما بأكثر من واجبهما ولأنهما أرادا أن يخلفا وراءهما آلام الحرب لهما وللأطفال الذين نجوا. في أوائل التسعينيات، بدأت تصدعات في جدار الصمت بين الزوجين. في عام 1993 خلال مقابلة إذاعية حول كتابه الحائز على جائزة الأوسكار، سُئل العبادي عما إذا كان قد أنقذ بالفعل أطفالًا يهودًا أثناء الحرب وأجاب بالإيجاب. واستمعت المقابلة السيدة بيتي كلوسكي - سبيل - الأمينة العامة لجمعية الأطفال المخفيين في فرنسا. اتصلت بهم وبعد عدة أشهر من الإقناع ، في سبتمبر 1994، اتفق الاثنان على إجراء مقابلة لمقال في صحيفة جمعية الأطفال المخفيين في فرنسا (Les enfants Caches)، في نفس المقال تم أيضًا نشر بعض أسماء الأطفال التي أخفاها الزوجان. وعقب مقال الصحيفة الذي نشرت فيه أسماء بعض الأطفال المختبئين، بدأت حركة بالبحث عن الأطفال المختبئين وتحديد أماكنهم بأنفسهم، وبعضهم تواصل مع الزوجين.
في عام 1995، عُقد مؤتمر للأطفال المختبئين في فرنسا في قصر لوكسمبورغ في باريس، حيث روى الزوجان قصتهما، وخلال كلمة العبادي أمام المنتدى قدم ثلاثة أسباب لقرار كسر حاجز الصمت. أحدهما لأنه يوجد في فرنسا اتجاه لإنكار الهولوكوست ومن المهم معرفة ما حدث بالفعل، والثاني لأن العديد من الأطفال الذين نجوا كانوا أصغر من أن يتذكروا ومن المهم إخبارهم بما حدث والثالث لأنهم وصلوا إلى سن أدركوا فيه أن وقتهم ينفد وعليهم نشر الأدلة. قال إنه سُئل ما الذي دفعهم إلى المخاطرة والمشاركة وإنقاذ الآخرين، تكمن الإجابة على كلماته في حلقة مر بها عندما كان ممثلاً قدم في عرض في نيويورك؛ بعد أحد العروض، دخل رجل قدم نفسه على أنه أنطوان دي سان إكزوبيري إلى غرفة الملابس وشكره مؤلف كتاب «الأمير الصغير» على أمسية ممتعة ودعاه لتناول مشروب ، خرجا معًا إلى حانة في برودواي. خلال المحادثة التي أجرتها بينهما ، قال الكاتب الشهير إنه طوال حياته كان يحاول تحطيم الأرقام القياسية وتحدي حدوده. سأل العبادي كيف يتحدى الشخص حدوده. أجاب الكاتب ، الذي كان أيضًا طيارًا موهوبًا وشجاعًا ، أنه كان يحاول دائمًا تجاوز السحاب. لذلك ، قال العبادي ، بالنسبة للسؤال «لماذا»، أجيب أننا حاولنا «تجاوز السحاب» لفعل ما يجب القيام به. طلب العبادي من هؤلاء الأطفال المختبئين الذين لن يعترفوا له، ولكن للمساعدة في إيصال رسالة مفادها أنه يجب على جميع الأشخاص بذل قصارى جهدهم لمساعدة الأطفال المهددين بالخطر، أينما كانوا في جميع أنحاء العالم.

## التكريم

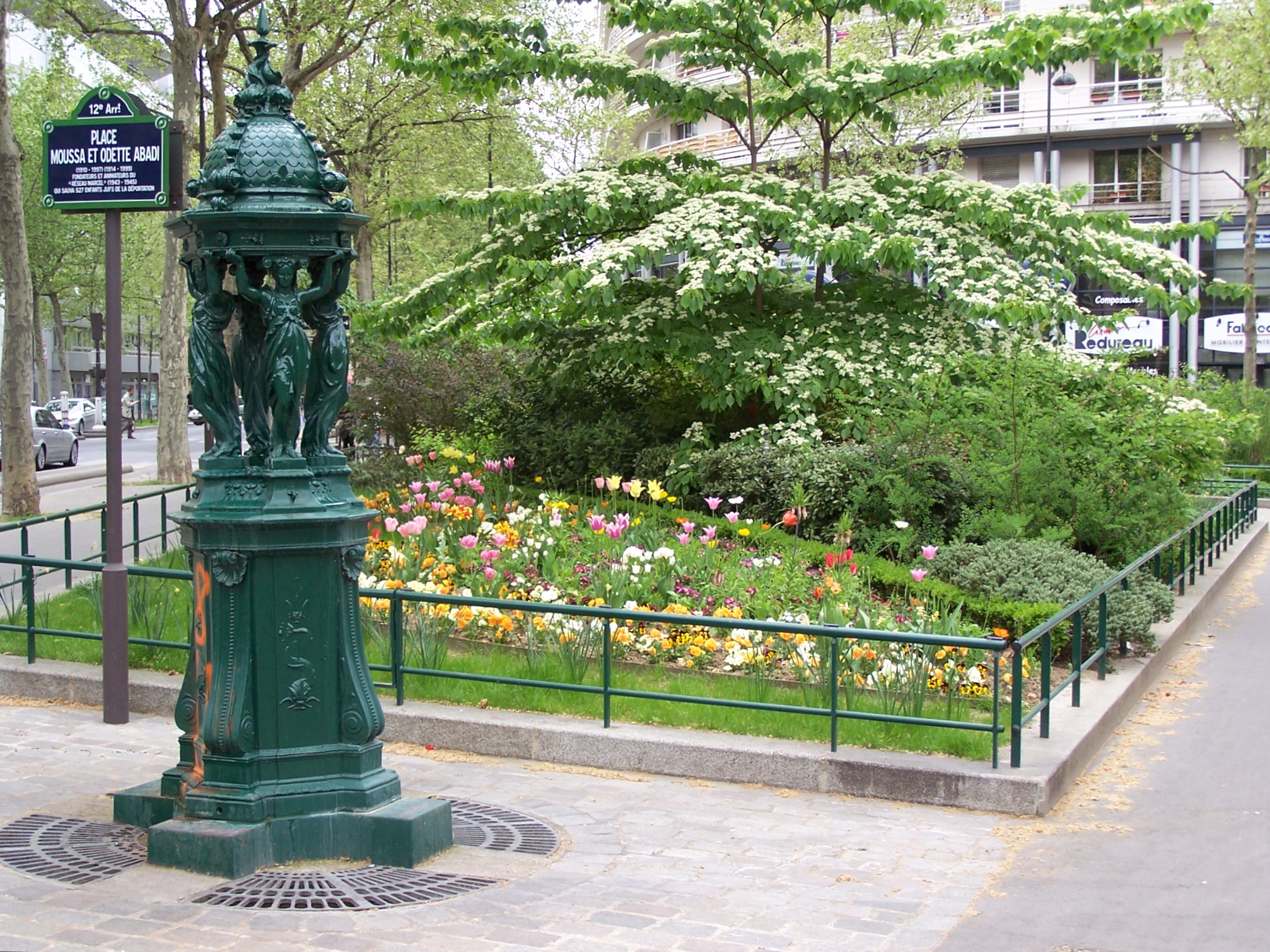
ساحة باسم موسى وأوديت عبادي في باريس.

بعد حرب عام 1947، مُنح العبادي وروزنستوك وسام المقاومة.
في عام 1981، مُنحوا وسام جوقة الشرف الفرنسي وهو أعلى وسام شرف يُمنح في فرنسا موقعًا من قبل رئيس الجمهورية.
في عام 2000، أسستها جانيت ولجست ، وهي منظمة تسمى «أطفال وأصدقاء العبادي» (Les Enfante et Amis Abadi). جانيت هي فتاة أخفاها الزوجان في نيس وظلت على اتصال بهما منذ الحرب حتى يوم وفاتهما. تهدف الجمعية إلى تخليد ذكرى الزوجين العبادي بشكل خاص وذكرى ضحايا الهولوكوست بشكل عام وتوحيد الأطفال المختبئين والبحر الخفي. يتم استخدام موقع الجمعية للتواصل ، بما في ذلك قصة الفعل ، والصور ، والمقتطفات الصحفية ، والمقابلات المكتوبة ، ومقاطع فيديو لأطفال مخفيين يروون قصة الفعل ، وأسماء أماكن الاختباء وأسماء الأطفال المختبئين ، والسير الذاتية للأطراف ذات الصلة ، والببليوغرافيا. ومصادر المعلومات والمزيد. يدير الجمعية بشكل رئيسي أشخاص كانوا أطفالًا تعرضوا للاستغلال من قبل الزوجين ؛ أندريه بوش كارسينتي ، وجانيت فولجست ، ومارث كوبرمينك وآخرين ، بمساعدة إيمانويل جانييه ، حفيد القس البروتستانتي جينيا ، الذي ساعد الزوجين في إنقاذ الأطفال اليهود. يهتم النشطاء بصيانة الموقع وتنظيم فعاليات تهدف إلى حفظ ذاكرة الزوجين وعملهما.
في عام 2002، تم إنتاج فيلم «شبكة مارسيل»، من إخراج جاكلين سيغر ، مع ترجمة باللغة العبرية.
في عام 2008، كتعبير آخر عن تقدير عمل الزوجين خلال الحرب ، تمت تسمية ساحة باسمهما في الدائرة 12 في باريس، حيث عاشا.
في عام 2018، أقيم نصب تذكاري في مدينة نيس لإحياء ذكرى عمل الزوجين العبادي والمواطنين الفرنسيين الذين ساعدوهما في منطقة نيس.

## كتب ومنشورات
كتب العبادي عدة كتب، منها كتابان عن الحياة في الحي اليهودي بدمشق. في عام 1993 كتب «الملكة والخطاط» (La Reine et le Calligraphe)، وحاز الكتاب على جائزة الأوسكار الفرنسية (Grand Prix de l'Académie Française)، وترجمته مايا الخوري وشريف كيوان إلى العربية.
الكتاب الآخر هو «سمعان والقسم الكاذب - يهود دمشق» (شمعون لو بارجور - ميس جويف دي داماس). أكمل هذا الكتاب العبادي قرب وفاته ونُشر بمبادرة من زوجته عام 1999 بعد وفاته. في كلا الكتابين ، حكى العبادي في كلا الكتابين بطلاقة ، بلغة ملوّنة ، مليئة بالفكاهة والحب الكبير عن حياة الجالية اليهودية في الحي اليهودي بدمشق حيث نشأ حتى سن التاسعة عشرة وخيط فيها قصصًا حقيقية.
في عام 1985 كتب كتابًا عن موضوع المسرح الفرنسي بعنوان "La Comedie du Theatre".
في عام 1995، كتبت روزنستوك كتابًا بعنوان "Terre de Detresse" («الأرض المنكوبة») يصف إقامتها في معسكرات الاعتقال أوشفيتز وبيرجن بيلسن.

## وفاته
توفي العبادي في سبتمبر 1997 ودفن في مقبرة مونبارناس في باريس. وتوفيت زوجته أوديت روزنستوك عام 1999 ودفنت بجانبه في نفس المقبرة.